# Chimaltenango (departament)
Chimaltenango – jeden z 22 departamentów Gwatemali, położony na południu kraju. Stolicą departamentu jest miasto Chimaltenango. W skład departamentu wchodzi 16 gmin (municipios). Departament graniczy na północy z departamentem El Quiché i Baja Verapaz, na wschodzie z Gwatemala i Sacatepéquez, na południu z Escuintla i Suchitepéquez oraz na zachodzie z Sololá.
Najważniejszymi miastami w departamencie oprócz stołecznego są Patzún, Comalapa i San José Poaquíl. Departament ma charakter górzysty obejmujący centralną część Sierra Madre de Chiapas, o średnim wyniesieniu 1 800 m n.p.m. i umiarkowanym klimacie. 

## Podział departamentu
W skład departamentu wchodzi 16 gmin (municipios).
1. Chimaltenango
2. San José Poaquíl
3. San Martín Jilotepeque
4. San Juan Comalapa
5. Santa Apolonia
6. Tecpán Guatemala
7. Patzún
8. Pochuta
9. Patzicía
10. Santa Cruz Balanyá
11. Acatenango
12. San Pedro Yepocapa
13. San Andrés Itzapa
14. Parramos
15. Zaragoza
16. El Tejar